# Énergie potentielle gravitationnelle
 (novembre 2017).
Si vous disposez d'ouvrages ou d'articles de référence ou si vous connaissez des sites web de qualité traitant du thème abordé ici, merci de compléter l'article en donnant les références utiles à sa vérifiabilité et en les liant à la section « Notes et références ».
En physique classique, l'énergie potentielle gravitationnelle ou énergie potentielle de pesanteur est l'énergie que possède un corps du fait de sa position dans un champ gravitationnel. Son interprétation la plus naturelle est liée au travail qu'il faut fournir pour déplacer un objet plongé dans un champ gravitationnel. 
Comme pour toute énergie, son unité dans le Système international est le joule (J).

## Considérations générales
Pour un article plus général, voir Énergie potentielle.
L'énergie potentielle gravitationnelle est, comme toutes les formes d'énergies potentielles, définie à une constante additive arbitraire près. Néanmoins, il est d'usage de fixer la valeur de la constante en prenant la valeur de l'énergie potentielle nulle lorsque la masse est infiniment éloignée du centre de gravité du champ auquel elle est soumise. Dans ce cas-là, l'énergie potentielle gravitationnelle est négative. Cela signifie qu'il faut fournir un travail positif (c'est-à-dire dépenser de l'énergie) pour extraire une masse d'un champ gravitationnel. Ceci est une conséquence directe du fait que, dans la Nature, les masses sont des quantités positives, qui s'attirent toujours. Ainsi, éloigner une masse d'une distribution arbitraire de masses nécessite de dépenser de l'énergie pour s'opposer à la force attractive entre les différentes masses.

## Expression pour une masse ponctuelle
Considérant une masse m, supposée dans un premier temps ponctuelle, placée en un point dont le rayon vecteur est noté r, si on appelle Φ le potentiel gravitationnel dans lequel se déplace cette masse, alors, l'énergie potentielle gravitationnelle Ep (aussi notée {\displaystyle E_{pp}} ou {\displaystyle U_{0}}) de celle-ci vaut
{\displaystyle E_{\rm {p}}=m\Phi ({\boldsymbol {r}})}
Comme annoncé plus haut, cette énergie est définie à une constante additive près du fait qu'il en est de même pour le potentiel Φ. Si la distribution des masses à l'origine du potentiel Φ est d'extension limitée, alors il est naturel de choisir une valeur nulle pour le potentiel à l'infini, ce qui donne immédiatement d'après la formule ci-dessus une énergie nulle à l'infini.
Mais en pratique, à l'instar de toutes les énergies potentielles, on la définit couramment par sa variation par rapport à une référence. La valeur de référence, où l'énergie potentielle gravitationnelle est nulle, est choisie de manière arbitraire, souvent au niveau de la mer ou au sol. 
Une variation infinitésimale de l'énergie correspond à un déplacement infinitésimal {\displaystyle {\vec {dz}}}. Elle est l'opposé du travail du poids pour ce même déplacement. On a alors la relation suivante :
{\displaystyle dE_{p}=-\delta W_{P}=-{\vec {P}}\cdot {\vec {dz}}}
où {\displaystyle dE_{p}} est la variation d'énergie potentielle, {\displaystyle \delta W_{P}} est le travail du poids pour le déplacement infinitésimal {\displaystyle {\vec {dz}}}, {\displaystyle {\vec {P}}} étant le poids de l'objet lui-même (force s'exerçant sur lui du fait de sa masse et de sa position dans un champ de pesanteur).

## Cas d'une distribution générique de masse
Dans le cas le plus général d'une distribution continue de matière décrite par une densité de masse ρ(r), où r représente le rayon vecteur d'un point quelconque de l'espace, l'énergie potentielle gravitationnelle du système est donnée par la somme de tous les travaux nécessaires pour amener chacune de ses parties depuis l'infini jusqu'à leur position finale. Cette énergie s'écrit alors :
{\displaystyle E_{\rm {p}}=-{\frac {1}{2}}\iint G{\frac {\rho ({\boldsymbol {r}})\rho ({{\boldsymbol {r}}'})}{|{\boldsymbol {r}}-{{\boldsymbol {r}}'}|}}\;{\rm {d}}{V'}\;{\rm {d}}{V}}
Le facteur 1/2 peut se comprendre par le fait que l'on considère l'ensemble des énergies potentielles prises entre deux points {\displaystyle M} et {\displaystyle M'} quelconque de la même distribution de masse, chaque paire de points étant comptée deux fois d'où la nécessité de rajouter un facteur 1/2 dans le résultat final. 

### Autre écriture

#### En fonction du potentiel gravitationnel
Du fait que la formule générale du potentiel gravitationnel s'écrit
{\displaystyle \Phi ({\boldsymbol {r}})=-G\int {\frac {\rho ({{\boldsymbol {r}}'})}{|{\boldsymbol {r}}-{{\boldsymbol {r}}'}|}}\;{\rm {d}}{V'}},
on peut effectuer une des deux intégrations dans la formule précédente, pour obtenir
{\displaystyle E_{\rm {p}}={\frac {1}{2}}\int \rho ({\boldsymbol {r}})\Phi ({\boldsymbol {r}})\;{\rm {d}}{V}}

#### En fonction du champ gravitationnel
Si l'on connaît le champ gravitationnel {\displaystyle {\vec {\mathcal {G}}}} généré par la distribution des sources, on peut réexprimer la formule précédente selon
{\displaystyle E_{\rm {p}}=-{\frac {1}{8\pi G}}\int |{\vec {\mathcal {G}}}({\boldsymbol {r}})|^{2}\;{\rm {d}}{V}}
Cette expression est essentiellement similaire aux énergies électrostatique et magnétostatique, faisant l'une et l'autre intervenir l'intégrale sur tout l'espace du carré de la norme du champ correspondant (électrique et magnétique, respectivement), le tout multiplié par la constante appropriée. Par exemple, la constante est ε0/2 pour l'énergie potentielle électrostatique et -1/8πG pour l'énergie potentielle gravitationnelle, car les forces électrostatiques et gravitationnelles font intervenir les constantes 1/4πε0 et G, et que l'une est répulsive pour des charges de même signe, alors que l'autre est attractive.
Cette expression est assez commode dans le cas du calcul de l'énergie potentielle gravitationnelle d'une distribution de matière à symétrie sphérique.

## Exemples

### Approximation pour l'énergie potentielle de pesanteur sur la Terre
Sur Terre, on considère souvent que la pesanteur est d'intensité à peu près indépendante de l'altitude, dirigée vers le bas (approximativement vers le centre de la Terre), et d'intensité g, avec {\displaystyle 9\leq g\leq 10} N/kg (usuellement ; 9,81 N/kg).
Dans ce cas, entre les points d'altitude z0 et z1, la différence d'énergie potentielle vaut : {\displaystyle \Delta \,E_{pp}=mg(z_{1}-z_{0})} (énergie reçue en se déplaçant du point d'altitude z0 au point d'altitude z1). 
Selon le problème, on peut fixer une origine des potentiels arbitraire. Par exemple, si on étudie la chute d'un objet jusqu'au sol d'un laboratoire, on fixe l'origine des potentiels au niveau de ce sol, quelle que soit l'altitude réelle du laboratoire.
En choisissant le niveau de la mer comme origine des potentiels, alors cette énergie (en joule) s'exprime par : {\displaystyle \Delta \ E_{pp}=mgh} où m (kg) est la masse et h (m) l'altitude.

### Satellite en orbite autour de la Terre
Dans le cas d'un satellite artificiel en orbite autour de la Terre que l'on peut en première approximation considérer comme étant à symétrie sphérique, le potentiel dans lequel il est plongé suit la loi suivante :
{\displaystyle \Phi =-G{\frac {M_{\rm {T}}}{r}}},
où G est la constante de gravitation, MT la masse de la Terre et r la distance par rapport au centre de la Terre. Alors l'énergie potentielle du satellite vaut
{\displaystyle E_{\rm {p}}=-G{\frac {mM_{\rm {T}}}{r}}}+cste
Cette énergie est certes négative, mais supérieure à l'énergie potentielle du satellite avant son lancement, puisque, à ce moment-là, sa distance au centre de la Terre était égale au rayon terrestre, plus petit que sa distance r en orbite.

### Sphère homogène
Pour une sphère homogène de rayon {\displaystyle R} et de masse {\displaystyle M}, l'énergie potentielle gravitationnelle s'écrit
{\displaystyle E_{\rm {p}}=-{\frac {3}{5}}{\frac {GM^{2}}{R}}}+constante

### Distribution sphérique
D'une manière plus générale, pour une distribution de matière quelconque à symétrie sphérique, l'énergie potentielle gravitationnelle est toujours de la forme
{\displaystyle E_{\rm {p}}=-\xi {\frac {GM^{2}}{R}}},
la valeur de la quantité ξ étant déterminée par le détail du profil de densité de la distribution : plus celle-ci est piquée vers le centre, plus cette quantité est grande, ce qui se comprend aisément en remarquant qu'une distribution très piquée de matière est majoritairement confinée dans un rayon notablement plus petit que le rayon total R de la configuration, où ne se situe qu'une petite partie de la masse, qui ne contribue guère au potentiel gravitationnel (ou à l'énergie) totale.
Se fixer un profil de densité revient en réalité à fixer une équation d'état pour la matière considérée. En astrophysique se produisent beaucoup de situations où seule la densité et la pression interviennent, la température étant une quantité in-essentielle. L'exemple typique de cette situation est celui d'un polytrope, où pression et densité sont reliées par une loi de puissance du type {\displaystyle P\propto \rho ^{\gamma }}. Dans ce cas, la quantité ξ est une fonction de γ, appelé dans ce contexte indice adiabatique. Dans un tel contexte, il convient de rappeler que l'énergie potentielle gravitationnelle seule ne suffit pas à décrire la configuration (par exemple si l'on s'intéresse à sa stabilité). Il faut en effet considérer l'énergie totale, somme de la contribution gravitationnelle et de l'énergie interne de la configuration.